# Base Belgrano I

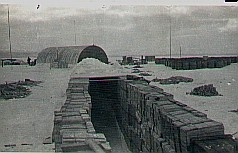
La base l'any 1955

La Base d'Exèrcit General Belgrano va ser una estació antàrtica de la República Argentina que es trobava en les coordenades 77° 47′ S, 38° 15′ O / 77.783°S,38.250°O 77° 47′ S, 38° 15′ O / 77.783°S,38.250°O / -77.783, -38.250 sobre la barrera de gel Filchner en la badia Comandant Piedrabuena. Des del seu abandó i reemplaçament va passar a ser coneguda com a Base Belgrano I.

## Construcció de la base
Va ser inaugurada el 18 de gener de 1955 pel coronel Hernán Pujato, per assegurar la presència argentina al sud del mar de Weddell i com a punt de partida per a una projectada expedició al pol sud, consagrant-se com la més austral del món fins a la fundació d'una base nord-americana Amundsen-Scott en el pol sud un any després. El lloc va ser triat per Pujato a uns 3 km de la costa i a 32 msnm, després de realitzar un reconeixement en un helicòpter a la zona, basat en el trencagel ARA General San Martín que va arribar al lloc seguint un canal costaner d'aigües lliures de gel en temporada estival, entre la barrera continental i el gel marí, sent la primera penetració del mar de Weddell. La construcció de la base va necessitar 15 dies de treball i es va deixar emmagatzemat en ella combustible per a tres anys.
La dotació inicial de la base va ser de 14 homes, els qui durant l'any que van hivernar allà van suportar temperatures exteriors de menys de -60 °C amb vents de més de 250 km/h.

## Particularitats
Es trobava completament coberta pel gel, deixant lliure només xemeneies, antenes i torres. El gel avança allà a una mitjana d'un km per any en direcció nord. L'àrea és un desert gairebé desproveït de vida animal.
La primera expedició terrestre argentina al pol sud, amb 14 homes, va partir el 26 d'octubre de 1965 des de la Base Belgrano amb el comandament del coronel Jorge Leal i va aconseguir la seva meta el 10 de desembre. En el seu trajecte van fundar a 420 km al sud la Base Sobral el 2 d'abril de 1965.
Des de 1958 es van començar a fer estudis d'alta atmosfera a la base i el 1970 es va construir a uns 250 metres (comunicat per túnels) de la base el Laboratori Belgrano (LABEL) per ampliar l'estudi d'aquests fenòmens de l'aurora austral, que s'estén des del 15 de març fins al 10 d'octubre. Es realitzaven a més estudis de les capes ionosfèriques, sobre radiació còsmica i radio-sondejos meteorològics. El LABEL va ser traslladat a la Base Belgrano II continuant allà els estudis.
Des de la base es van realitzar expedicions a la Barrera de gel Filchner-Ronne amb trineus tirats per gossos polars i vehicles a eruga, en la campanya antàrtica de 1961/62, es van retirar els últims gossos de la zona, per ser una espècie totalment estranya. Una expedició el 1966 va arribar fins a la caleta Jardín. Mitjançant reconeixements en dos avions, un Cessna 180 i un Beaver, Pujato va arribar fins als 83°10' Sud, descobrint i batejant els cims Santa Fe. Els topònims en castellà de la regió testifiquen les expedicions realitzades des de la base.

## Abandonament de la base
Va haver de ser abandonada en fundar-se el 5 de febrer de 1979 la Base Belgrano II en un lloc estable. A partir d'aquest moment va passar a ser coneguda com a Base Belgrano I. El sector on es trobava la base va formar un gran iceberg tabular d'uns 100 km de llarg el 1983, per la qual cosa actualment es troba desapareguda, desconeixent-se la seva sort.